# Ndebaya
Ndebaya (ou Ndebaiya) est une localité du Cameroun située dans la Région du Sud-Ouest et le département de la Manyu. Elle est rattachée administrativement à la commune d'Eyumodjock et au canton d'Inokun.

## Population
La localité comptait 155 habitants en 1953, 196 en 1967, principalement Ejagham.
Lors du recensement de 2005 on y a dénombré 554 personnes.